# Maurício Torres
Maurício Thomé Torres (Rio de Janeiro, 14 de fevereiro de 1971 — São Paulo, 31 de maio de 2014) foi um apresentador de televisão e locutor esportivo brasileiro. Cobriu três Copas do Mundo: 1994 nos Estados Unidos (narrou pelo SporTV), 1998 na França e de 2002 na Coreia do Sul e Japão (estas últimas pela TV Globo)

## Carreira
Maurício Torres trabalhou no Sistema Globo de Rádio e na década de 1990 narrava jogos para os canais Globosat. Em 1996 entrou para a Rede Globo, onde fazia as transmissões esportivas (fazia eventos olímpicos, além de ser eventual nas transmissões de partidas dos clubes cariocas) e apresentava o bloco esportivo do Bom Dia Brasil, e eventualmente o Globo Esporte e Esporte Espetacular — além do Espaço Aberto Esporte, da GloboNews.
Em 2005 recebeu convite e foi para a Rede Record, onde apresentou programas esportivos na emissora (Esporte Record, Esporte Fantástico e Esporte Record News, no canal Record News) e participou das transmissões esportivas (Futebol Nacional, mais precisamente jogos dos cariocas, Futebol Europeu e eventos olímpicos).

### Principais eventos
- Copa do Mundo FIFA: 1994 nos Estados Unidos da América, 1998 na França e 2002 no Japão e na Coreia do Sul;
- Jogos Olímpicos de Verão: 1996 em Atlanta, EUA, 2000 em Sydney, Austrália, 2004 em Atenas, Grécia e 2012 em Londres, Inglaterra;
- Olimpíadas de Inverno: 2010 em Vancouver, Canadá e 2014 em Sochi, Rússia;
- Jogos Pan-Americanos: 1999 em Winnipeg, Canadá, 2003 em Santo Domingo, República Dominicana, 2007 no Rio de Janeiro e 2011 em Guadalajara, México;
- Mundialito de Futebol de Areia de 1997 (Figueira da Foz, Portugal);
- Liga Mundial de Voleibol (fez as decisões de 2001 e 2003);
- Grand Prix de Voleibol
- Campeonato Mundial de Voleibol
- Atletismo
- Natação
- Basquete
- Fórmula 3000 (narrava os compactos de provas)
- Grand Slam de Judô de 2009
- Campeonato Mundial de Esportes Aquáticos de 2013
- Campeonato Brasileiro
- Copa do Brasil (fez as decisões da 1999 e 2006)
- Campeonato Carioca
- Copa Sul-Americana
- Liga dos Campeões da Europa
- Copa da UEFA
- UEFA Euro 2008

## Morte
Maurício morreu em 31 de maio de 2014, aos 43 anos, após ficar internado durante um mês desde 1 de maio no Hospital Sírio-Libanês, depois de ter passado mal num voo entre o Rio de Janeiro e São Paulo. Ao desembarcar desse voo na capital paulista, ele foi levado para o referido hospital, onde ficou constatada arritmia cardíaca. O quadro sofreu uma piora após infecção pulmonar que não regrediu com o tratamento, levando-o a óbito.
Deixou a esposa, a repórter da TV Globo, Susana Naspolini (20 de dezembro de 1972 - 25 de outubro de 2022) e uma filha, Julia (21 de abril de 2006), então com oito anos.

## Filmografia
| Ano       | Nome                | Cargo                           | Emissora     |
| --------- | ------------------- | ------------------------------- | ------------ |
| 1996-2005 | Globo Esporte RJ    | Apresentador                    | TV Globo Rio |
| 1998-2005 | Esporte Espetacular | Apresentador                    | TV Globo     |
| 1999-2005 | Bom Dia Brasil      | Apresentador do bloco esportivo | TV Globo     |
| 2005-2007 | Esporte Record      | Apresentador                    | Rede Record  |
| 2007-2014 | Esporte Fantástico  | Apresentador                    | Rede Record  |
| 2007-2010 | Esporte Record News | Apresentador                    | Record News  |